# Britt-Airways-Flug 3402
Der Britt-Airways-Flug 3402 war ein planmäßiger Regionalflug der Fluggesellschaft JetLink im Namen von Continental Express, der Regionalsparte der Continental Airlines. Der Flug führte vom George Bush Intercontinental Airport in Houston, Texas, zum Little Rock National Airport in Little Rock, Arkansas. Am 28. Juli 1999 kam es auf diesem Flug zu einem Zwischenfall, als ein Mitarbeiter des Bodenpersonals am Flughafen Little Rock in den laufenden Propeller einer ATR 42-500 (N14451) lief und zu Tode kam.

## Flugzeug und Insassen
Die betroffene Maschine war eine ATR 42-500, ein Flugzeugtyp des von Aeritalia und Aérospatiale gegründeten, italienisch-französischen Konsortiums Avions de Transport Régional (ATR) zum Bau von Regionalflugzeugen. Die Maschine war zum Zeitpunkt des Unfalls 3 Jahre und 1 Monat alt. Sie trug die Werknummer 512, war 1996 am Produktionsstandort von ATR in Toulouse endmontiert worden und absolvierte am 24. Juni 1996 ihren Erstflug. Die Maschine wurde am 13. November 1996 an Continental Express ausgeliefert, wo sie das Luftfahrzeugkennzeichen N14451 erhielt. Das zweimotorige Regionalverkehrsflugzeug war mit 2 Turboproptriebwerken des Typs Pratt & Whitney Canada PW127E ausgestattet.
Den Flug hatten 33 Passagiere angetreten. Die Besatzung bestand aus einem Flugkapitän, einem Ersten Offizier und einer Flugbegleiterin.

## Unfallhergang
An dem Tag wurde mit der Maschine ein Flug von Houston in Texas nach Little Rock vorgenommen. Der um 8:30 gestartete Flug verlief ohne besondere Vorkommnisse, die Maschine rollte nach der Landung um 11:27 Uhr zu ihrer Parkposition am Gate 7 des Flughafens, wo die Maschine bereits durch das Bodenpersonal und den für die Abfertigung zuständigen Vertreter der Continental Express, den 64-jährigen John Stults, erwartet wurde.

## Unfalluntersuchung
Der Zwischenfall wurde durch das National Transportation Safety Board untersucht. Die Insassen der Maschine und Mitglieder der Bodencrew gaben an, dass sich Stults der Maschine von hinten genähert habe. Während er über ein an seiner Schulter befestigtes Funkgerät kommunizierte, sei er dabei auf die Tragfläche zugelaufen. Anschließend habe er nach oben zu den im Terminal befindlichen Personen gesehen. Als er seinen Blick wieder nach unten richtete, lief er in den laufenden Propeller. Die Ermittler kamen zu dem Schluss, dass Stults davon ausging, das linke Triebwerk der Maschine sei nach der Landung abgeschaltet worden. Diese Annahme fußte auf den üblichen Prozeduren, entsprechend derer Piloten nach der Landung das linke Triebwerk abschalteten. Da an der Maschine der Generator des linken Triebwerks defekt war, blieb es in Betrieb. Die Maschine wurde bei dem Zwischenfall nur geringfügig beschädigt und noch am Tag des Unfalls wieder freigegeben.
Kollegen äußerten bei Befragungen, dass Stults an dem Tag gut gelaunt gewesen sei, seine Schicht habe er um 05:00 Uhr angetreten. Bei der medizinischen Untersuchung von Stults Leichnam war das Ergebnis auf Drogen negativ. Ein Alkoholtest ergab einen sehr geringen Ethanolgehalt, der jedoch auf postmortale biochemische Prozesse im Körper zurückgeführt wurde.

## Nach dem Unfall
Das Flugzeug verblieb nach dem Unfall noch einige Monate im Dienst bei der Continental Express. Am 9. Juni 2000 kehrte die Maschine zu ATR zurück, wo sie vorübergehend das Kennzeichen F-WQNI erhielt. Am 28. September 2000 wurde sie an Air Botswana übergeben, wo sie als A2-ABP mit dem Taufnamen Makgadikgadi in Betrieb war, ehe sie außer Betrieb genommen und am 17. November 2018 zum Flughafen Toulouse-Francazal verbracht wurde. Seit Februar 2019 ist die Maschine mit dem maltesischen Luftfahrzeugkennzeichen 9H-AGX auf einem Stellplatz des Herstellers in Toulouse abgestellt.
Continental Express veröffentlichte nach dem Zwischenfall eine Bekanntmachung, in der die Umgebung des Propellers als Gefahrenzone definiert wurde und in der noch einmal ausdrücklich darauf hingewiesen wurde, dass dieser Bereich nicht zu betreten sei, solange sich die Propeller in Betrieb befinden.